# Undervisning
 Der er for få eller ingen kildehenvisninger i denne artikel, hvilket er et problem. Du kan hjælpe ved at angive troværdige kilder til de påstande, som fremføres i artiklen.

Undervisning er handlinger, der har til formål at fremme tilegnelse af viden, kunnen, indsigt og forståelse hos modtageren, som ofte er elever, studerende eller en kursist.
Undervisning er til forskel fra opdagelse et systematisk tilrettelagt forløb, der sigter mod at modtageren erhverver sig indsigt, kundskaber og færdigheder inden for et læreemne.
Det er ofte samfundsbestemt, hvilke emner det er passende at undervise i.
Læring kan dog også ske under andre former end ved målrettet undervisning. F.eks. sker det, når børnene efterligner forældre, andre voksne eller deres legekammerater og leger, at de gør ligesom rollemodellerne.
Børne- og Undervisningsministeriet har siden 2011 haft en strategi for integration af IT i undervisning; siden 2023/2024 er også kunstig intelligens blevet aktivt anvendt i undervisning. En professor ved KU anvendt ChatGPT i sin undervisning.
Undervisningens effektivitet afhænger af et vellykket samspil af flere faktorer:
- Samfundet og forældrene må støtte og opmuntre elever og lærere under læreprocessen.
- Indholdet må have sammenhæng med elevernes tilværelse uden for undervisningssituationen.
- Indholdet må opleves som vedkommende for eleverne.
- Indholdet i undervisningen må have en sværhedsgrad, som gør det krævende, men ikke umuligt for eleverne at lære sig det. ofte beskrevet ved zonen for nærmeste udvikling (stilladseringen).
- Undervisningsmetoderne må understøtte og ikke hindre elevernes læring.
- Undervisningens forløb må være tilrettelagt på en måde, så eleverne oplever, at der er styr på tingene, men også åbenhed overfor spontane behov eller ønsker.
- Lokaler, indretning og undervisningsmaterialer eller læremidler må svare til indhold og metode i undervisningen.
- Lærerne må have en baggrundsviden og en pædagogisk færdighed, der gør det muligt for eleverne at lære stoffet.
- Skemalægning og årsplaner må understøtte og ikke hindre elevernes læring.

## Eksempler
- Lærere underviser elever eller studerende.
- Pædagoger underviser børn.
- Wikipedia underviser internetbrugere.